# Creencia religiosa

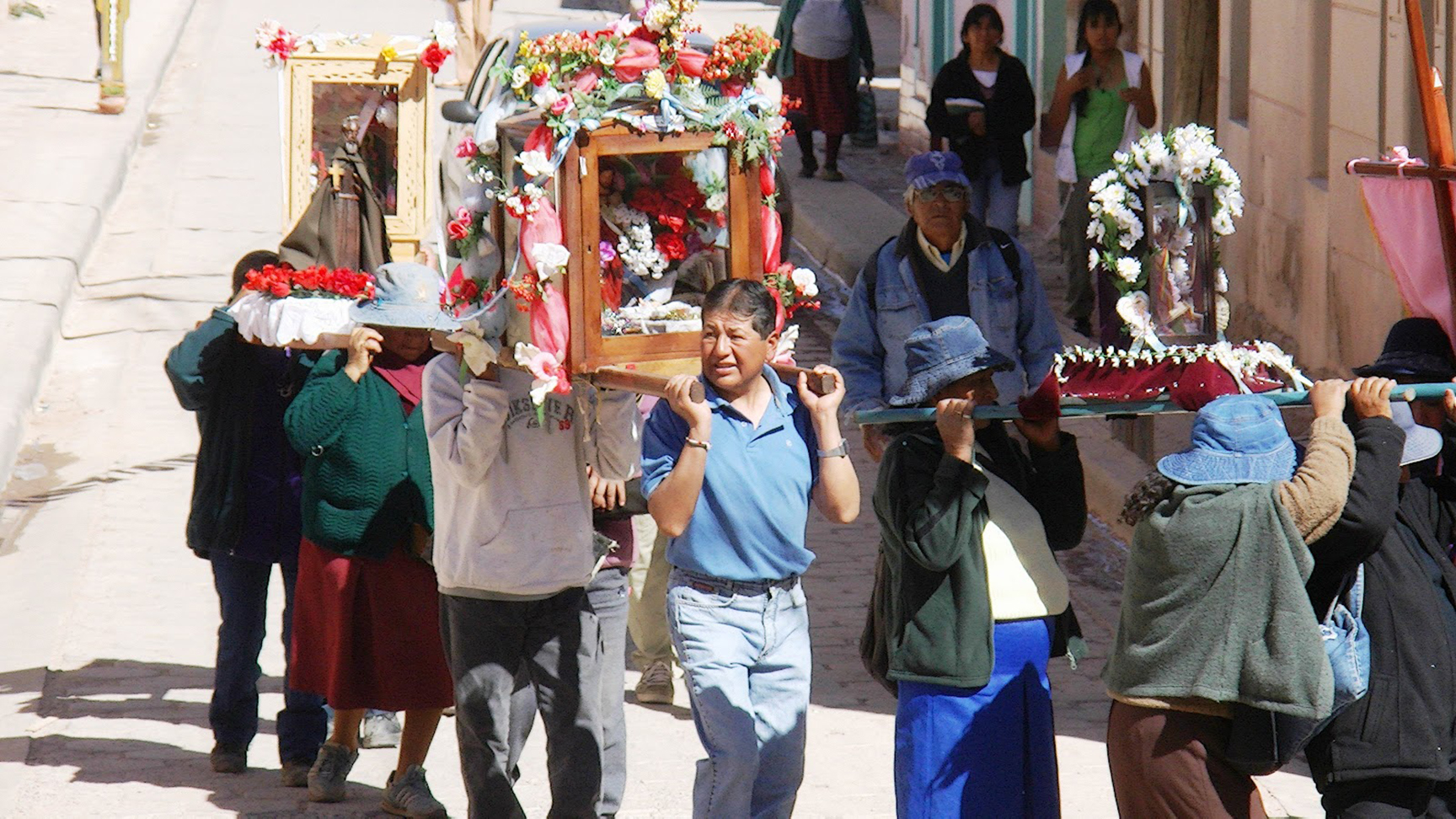
Personas en celebración del Misachico, Argentina, en el 2014.

Las creencias religiosas son ideas  consideradas verdaderas por quienes profesan una determinada religión. Una religión comprende no solo las creencias religiosas, sino también la puesta en práctica de las mismas a través de ciertos actos especiales (ritos o rituales religiosos, a los que en sentido restringido a veces también se los denomina culto). Por medio de estas ideas, el practicante cree que puede comunicarse con una deidad.
Las religiones reconocen en general un fundador, quien establece las doctrinas religiosas, que incluyen las creencias religiosas y todo tipo de orientaciones morales y vitales, incluyendo cuestiones políticas, sociales e ideológicas. Todas ellas son de muy variada interpretación (exégesis) posterior.
La mayoría de las religiones poseen sus fuentes teológicas, un determinado o indeterminado número de escritos o tradiciones orales que consideran, ya sea inspirados o revelados por divinidades (y por lo tanto sagrados), o no inspirados pero de provecho espiritual. Entre otros están la Biblia para los cristianos, el Corán, para los musulmanes, la Torá, para los judíos y el Bhagavad Gita para los hindues.
Las creencias religiosas se refieren a un estado mental en el que se pone la fe en algo sobrenatural, sagrado o divino (en terminología de Mircea Eliade "numinoso"). Tal estado se relaciona con:
- la existencia, características y culto hacia una deidad o deidades;
- la intervención divina en el universo y la vida humana (providencia)
- los valores y prácticas centradas en las enseñanzas de un líder espiritual

En contraste con otros sistemas de creencias, las creencias religiosas están, habitualmente,  dirigidas desde unos principios a modo de máximas que integran su doctrina. Dichos principios son también considerados artículos de fe. La distinción entre creencia (pistis) y fe (elpis), es que los artículos de la fe constituyen una verdad de carácter superior que ningún filósofo puede discutir. En el mismo sentido la verdad es solo alcanzable para el fiel a una religión por la aprehensión, captación e iluminación de la Verdad contenida en la fe religiosa codificadas.

## Principales creencias religiosas en el mundo actual
De acuerdo con los porcentajes de Pew Research Center, en el lapso 2010-2050, las creencias religiosas más practicadas son: el cristianismo (31,1%), el islam (24,9%), el hinduismo (15,2%) y el budismo (6,6%). Y un 15,6% no están afiliados a ninguna  creencia religiosa.

## Las creencias religiosas y su relación con el ser humano
Las creencias religiosas tienen un impacto significativo en la vida humana. A través de sus enseñanzas y principios, las religiones ofrecen una guía para la conducta y el propósito de los seres humanos. Estas creencias religiosas influyen en la forma en que los individuos se ven a sí mismos y a los demás, y cómo interactúan con el mundo que les rodea. Además, las religiones a menudo proporcionan una estructura moral y ética que orienta las decisiones y acciones de las personas. En este sentido, lad creencias religiosas pueden desempeñar un papel fundamental en la formación de la identidad social e individual y los valores de los seres humanos.[cita requerida]

### El ser humano y lo divino
Según cada creencia, el ser humano es considerado como un ser creado por lo divino, y por lo tanto se encuentra en una conexión espiritual con lo sagrado. Esta relación implica una veneración y adoración hacia lo divino, así como la búsqueda de su guía y protección, así como en la toma de decisiones.Además, las creencias religiosas sostienen que el ser humano puede establecer una comunicación directa con lo divino a través de oraciones, rituales y prácticas. Esta relación entre lo divino y el ser humano es fundamental en la vida religiosa, ya que influye en la forma en que las personas comprenden su propósito y destino en el mundo.

### Moral y principios éticos
La moral y los principios éticos son fundamentales dentro de la creencia religiosa respecto al ser humano. Estos principios se basan en enseñanzas religiosas y guían el comportamiento de las personas en su vida diaria. La moral religiosa busca promover bondad, justicia, respeto, la solidaridad, la armonía y el bienestar. Además, las creencias religiosas brindan un marco ético que ayuda a las personas a tomar decisiones correctas y a enfrentar dilemas morales de acuerdo con los valores y principios de su fe, cualquiera que ésta sea. La moral y los principios éticos son fundamentales para vivir una vida virtuosa y en conexión con lo divino.